# Zodiakallicht

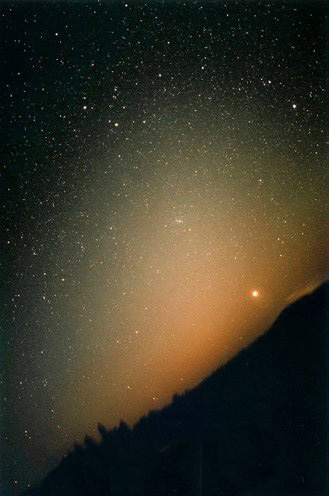
Zodiakallicht am Osthimmel im Sternbild Krebs vor der Morgendämmerung. Zu sehen sind auch Venus und der Sternhaufen M44.

Das Zodiakallicht (gr. ζῳδιακός zodiakós ‚Tierkreis‘), auch Tierkreislicht genannt, ist eine schwach leuchtende permanente Erscheinung längs der Ekliptik in der Zone des Zodiaks. Sofern am Nachthimmel nicht überstrahlt, kann das astronomische Phänomen als diffuser, horizontnah breiterer Lichtkegel wahrgenommen werden. Das Zodiakallicht entsteht durch Reflexion und Streuung von Sonnenlicht an Partikeln der interplanetaren Staub- und Gaswolke, welche die Sonne als dünne Scheibe in der Planetenebene ringförmig umgibt.
Der zodiakale Lichtschein umspannt den gesamten Himmel entlang der Ekliptik. Sein wenige Grad um die Sonne herum gelegener Bereich wird als F-Korona bezeichnet. Ihr schließt sich jeweils das Hauptlicht des Zodiakallichts an, keilförmig abnehmend. Dieses geht über in die sehr lichtschwache schmale Lichtbrücke, die zum etwas breiteren und wenig helleren Gegenschein führt – nahe dem Sonnengegenpunkt. Ringsum verbindend wird die schwache bandförmige Aufhellung auch Zodiakal(licht)band genannt.

## Beobachtung

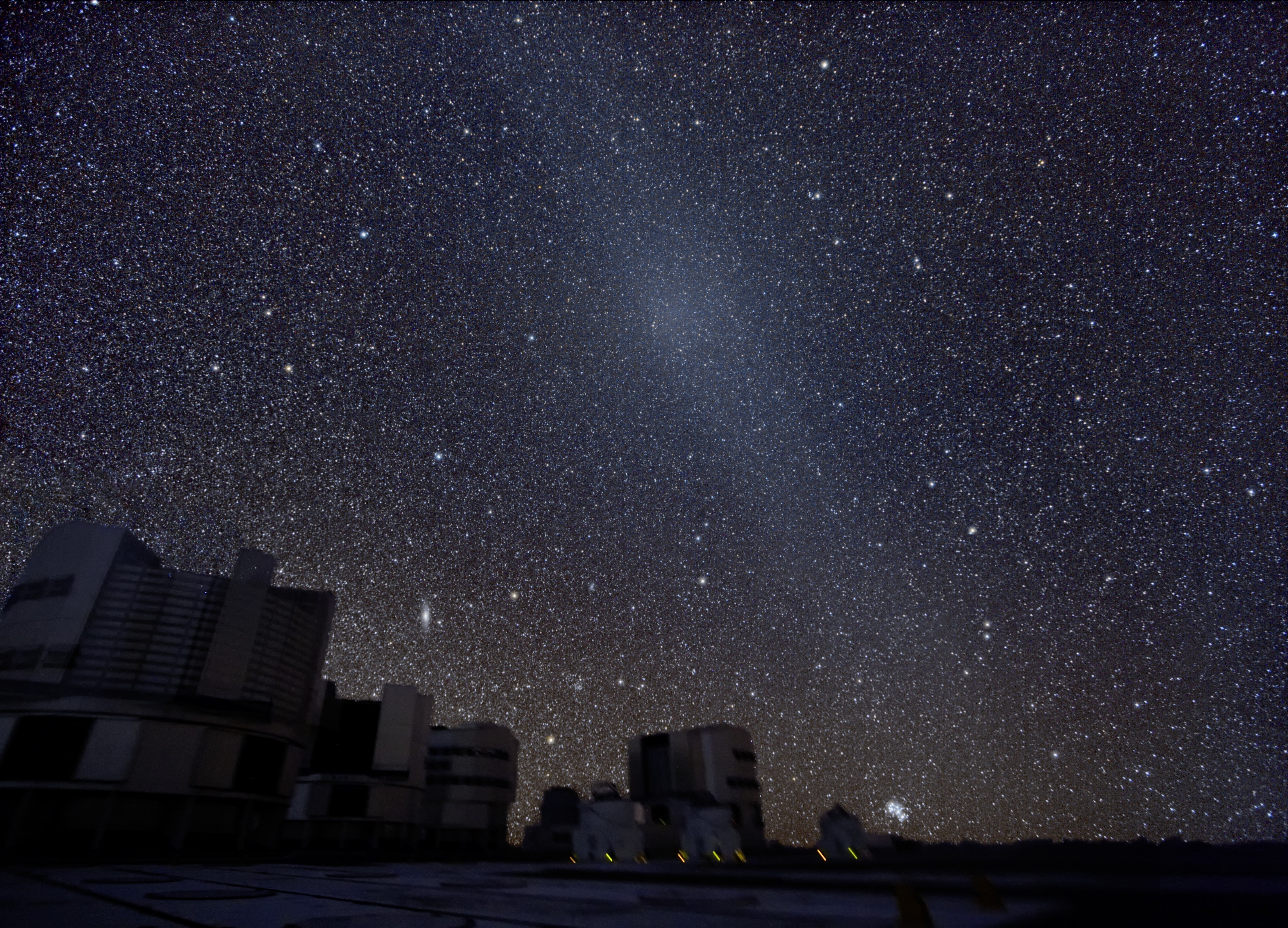
Gegenschein im Winkelabstand von 180° zur Sonne.

In sehr klaren Nächten ist das Zodiakallicht diffus und schwach leuchtend über dem Horizont als schräg oder steil stehender Streifen zu sehen. Das zodiakale Hauptlicht wird etwa mit Ende der astronomischen Dämmerung im Westen sichtbar; es verschwindet im Osten, indem es von der beginnenden Morgendämmerung überstrahlt wird.
Das Zodiakallicht kann das ganze Jahr über zu beobachten sein, vorausgesetzt es besteht ein hinreichender Abstand von künstlichen Lichtquellen und der durch sie verursachten Lichtverschmutzung. In gemäßigten Breiten gelingt es am besten im Frühling nach der Abenddämmerung, im Herbst vor Beginn der Morgendämmerung.

## Entstehung

Intensitätsverteilung des Zodiakallichts, Lichtbrücke und Gegenschein (F-Korona bei 0,5–2° ist nicht mehr im Bild).

Intensität des Gegenscheins.

Die Effekte des Zodiakallichts wie von F-Korona, Lichtbrücke und Gegenschein entstehen durch Reflexion und Streuung des Sonnenlichts an Staubteilchen, welche als dünne Scheibe die Sonne umgeben, in etwa gleicher Ebene wie die Planeten. Dieser interplanetare Staub entsteht ständig neu durch Zusammenstöße von kleinen Gesteinsbrocken wie Meteoroiden und Asteroiden.
Daten von Mikrometeoriteneinschlägen in die Raumsonde Juno während ihrer Reise zu Jupiter deuten auf einen Zusammenhang der Partikel mit dem Planeten Mars hin. Die Staubteilchen scheinen aus einer Quelle mit den gleichen Bahnelementen wie Mars zu stammen. Ein spezifischer Mechanismus, wie der Planet oder seine Monde Phobos und Deimos den Staub produzieren und in die passende Umlaufbahn befördern könnten, ist noch nicht bekannt.
Die Dichte der Staubpartikel von 0,001 bis 0,1 mm Größe liegt bei 10−14 Teilchen pro Kubikzentimeter, entsprechend zehn Teilchen pro Kubikkilometer. Aufgrund des Poynting-Robertson-Effektes kommt es zu einer Größenselektion der Teilchen mit dem Effekt, dass Teilchen größer als 0,001 mm durch die Sonneneinstrahlung abgebremst werden, spiralförmig zur Sonne treiben und letztendlich verdampfen. Kleinere Teilchen unterliegen dem Poynting-Robertson-Effekt nur eingeschränkt und werden durch den überwiegenden Strahlungsdruck der Sonne aus dem Sonnensystem getrieben.
Das Zodiakallicht ist besonders gut zu erkennen, wenn die Sonne in einem möglichst steilen Winkel auf- oder untergeht, was in Mitteleuropa zu Frühlings- und Herbstanfang gegeben ist. In dieser Zeit ist die Dämmerung verkürzt, und der Lichtschein erhebt sich besonders hoch über den Horizont. In den äquatorialen Breiten ist diese Bedingung ganzjährig erfüllt.
Die Helligkeit des Zodiakallichts hängt unmittelbar zusammen mit der Winkelabhängigkeit der Lichtstreuung; mit den Parametern Teilchengröße und -dichte, Brechungsindex und Reflexionsvermögen lässt sich die Helligkeitsverteilung gut als Mie-Streuung und klassische Streuung wiedergeben:
- Die Vorwärtsstreuung ist sehr groß, zu sehen an der ausgeprägten F-Korona und dem relativ hellen Zodiakallicht in der Nähe der Sonne.
- Im Abstand von 90 Grad zur Sonne ist die Streuung klein, entsprechend einer sehr schwach leuchtenden Lichtbrücke.
- Die Rückwärtsstreuung um 180 Grad steigt etwas an, weshalb der Gegenschein sich als Lichtfleck abhebt.

Die Flächenhelligkeit der Lichtbrücke und des Gegenlichts unterscheidet sich nur wenig von der eines klaren Nachthimmels und liegt zwischen etwa 150 bis 200 S10. Die Helligkeitsverteilung im Gegenscheingebiet ist nicht symmetrisch zum antisolaren Punkt.

## Geschichte

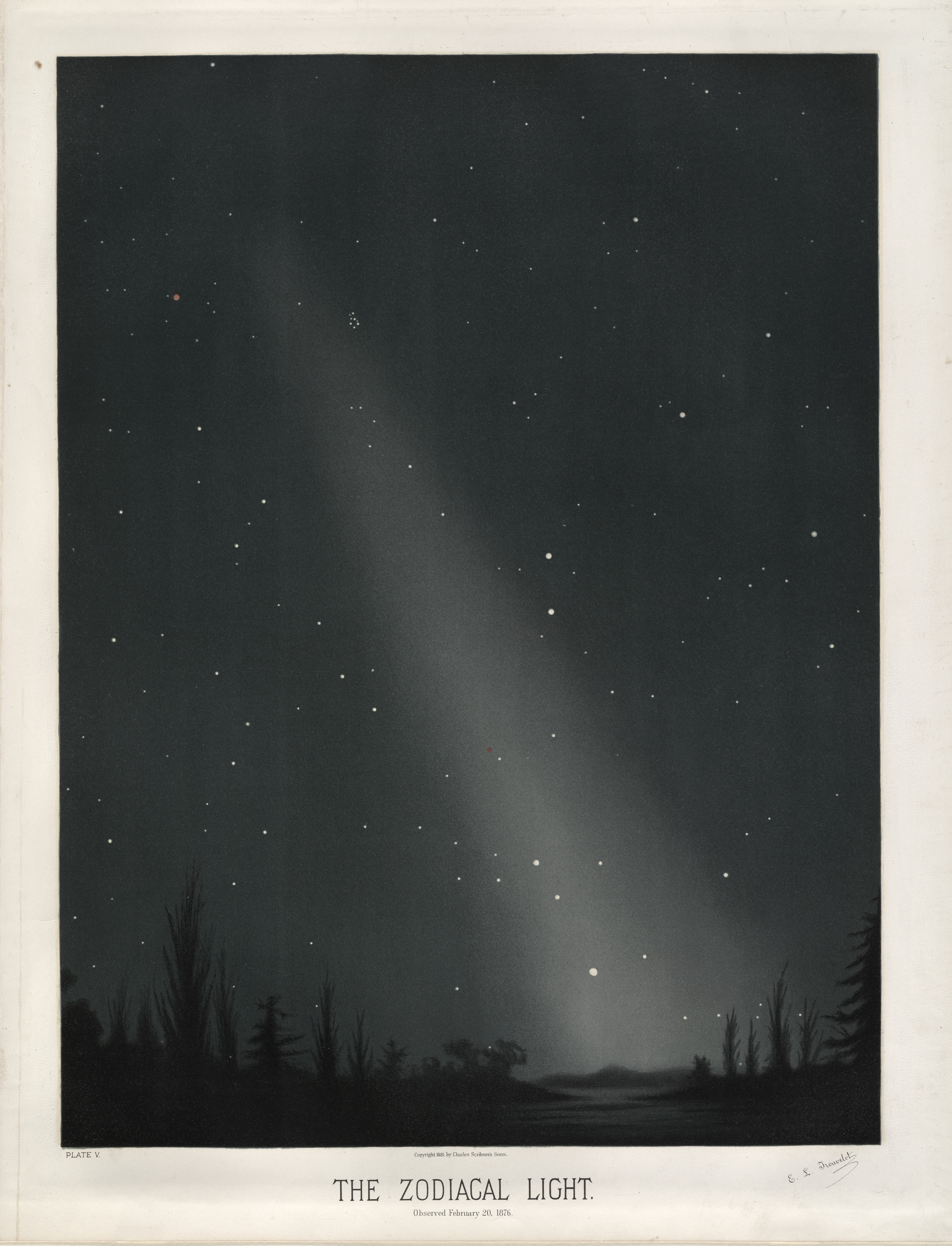
Zodiakallicht am Abendhimmel, nach einer Zeichnung von Étienne Léopold Trouvelot

Wahrscheinlich beobachteten schon die Ägypter vor einigen tausend Jahren diese Lichterscheinung. Die erste ausführliche Beschreibung des Zodiakallichtes wurde in den Jahren 1682–1683 von dem italienischen Mathematiker und Astronomen Giovanni Domenico Cassini und seinem Schweizer Kollegen Nicolas Fatio de Duillier erstellt. Erwähnt allerdings wurde das Phänomen des Zodiakallichts schon in muslimischen Quellen, so etwa in der Sahīh al-Buchārī (9. Jahrhundert). Hierbei wird die vertikal stehende Erscheinung des Zodiakallichts (als falsche Dämmerung) unterschieden von der später und horizontal auftretenden Morgendämmerung, nach der richtigerweise Gebetstermine zu bestimmen sind.
Der Gegenschein des Zodiakallichtes wurde, soweit bekannt, erstmals 1730 von dem französischen Jesuitenpater und Professor Esprit Pézenas (1692–1776) beobachtet. Weitere Beobachtungen machte Alexander von Humboldt 1799–1803 während seiner Südamerikareise. Auf ihn geht auch der Begriff „Gegenschein“ zurück. Der dänische Astronom Theodor Brorsen publizierte 1854 die ersten systematischen Untersuchungen über den Gegenschein und konnte ihn bereits richtig deuten. Zugleich beobachtete Brorsen als erster, dass das Zodiakallicht ein den gesamten Himmel umspannendes Phänomen ist, das man unter günstigen Bedingungen als Band mit schwacher Lichtbrücke vom Hauptlicht bis hin zum Gegenschein sehen kann, als sogenanntes Zodiakalband. Die verursachenden Staubwolken entdeckte schließlich der Astronom Walter Grotrian (1890–1954).